# 柱果铁线莲
柱果铁线莲（学名：Clematis uncinata）为毛茛科铁线莲属下的一个种。

## 扩展阅读
維基物種上的相關：柱果铁线莲